# Представление с ласо
„Представление с ласо“ (на английски: Lasso Exhibition) е американски късометражен документален ням филм от 1894 година на режисьора Уилям Кенеди Диксън с участието на Франк Хамит и Лий Мартин, заснет от компанията Едисън Манюфакчъринг Къмпъни.

## В ролите
- Франк Хамит
- Лий Мартин[2]